# Provincia di Dajabón

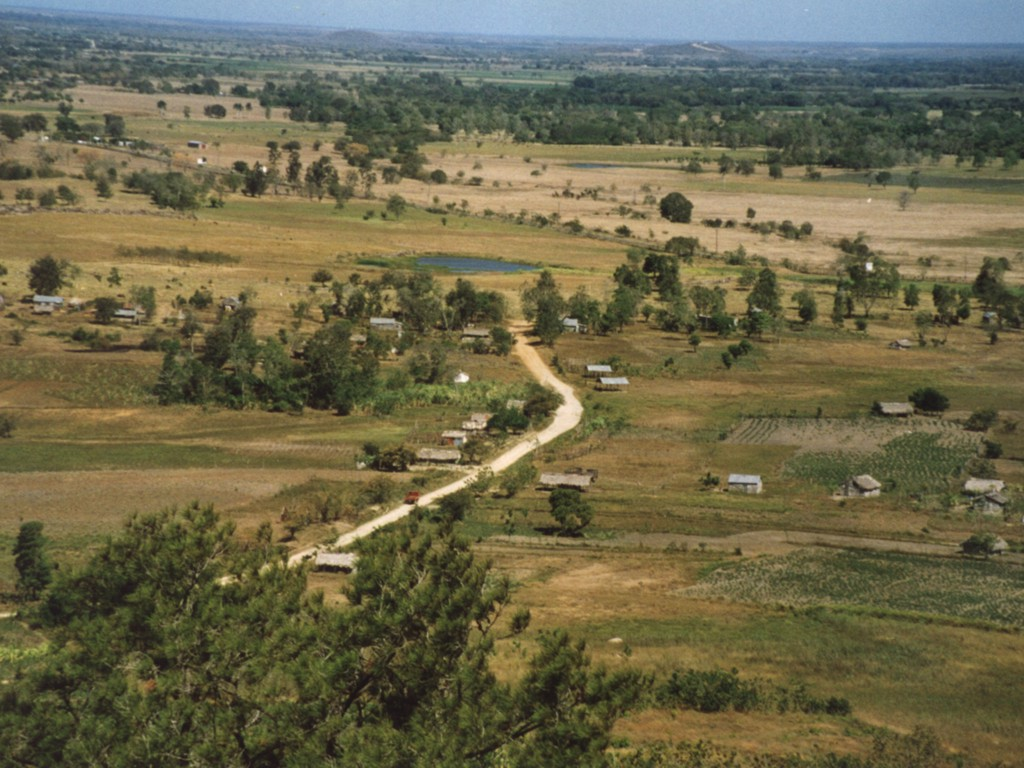
Paesaggio nella provincia di Dajabón

Dajabón è una delle 32 province della Repubblica Dominicana. Il suo capoluogo è Dajabón.

## Geografia antropica

### Suddivisioni amministrative
La provincia si suddivide in 5 comuni e 4 distretti municipali (distrito municipal - D.M.):
- Dajabón
- El Pino
- Loma de Cabrera
- Partido
- Restauración